# Myggtjärnen (Ängersjö socken, Hälsingland)
Myggtjärnen är en sjö i Härjedalens kommun i Hälsingland och ingår i Ljusnans huvudavrinningsområde.